# FIR-фільтр
Фільтр зі скінче́нною і́мпульсною характери́стикою (нерекурсивний фільтр, або FIR-фільтр (FIR скор. від англ. finite impulse response — скінченна імпульсна характеристика) — один з видів лінійних цифрових фільтрів, характерною особливістю якого є обмеженість за часом його імпульсної характеристики (з якогось моменту часу вона стає точно рівною нулю). Такий фільтр називають ще нерекурсивним через відсутність зворотного зв'язку. Знаменник передавальної функції такого фільтра — якась константа.

## Динамічні характеристики
Різницеве рівняння, що описує зв'язок між вхідним і вихідним сигналами фільтра:
{\displaystyle y\left(n\right)=b_{0}x\left(n\right)+b_{1}x\left(n-1\right)+...+b_{P}x\left(n-P\right)}
де {\displaystyle P} — порядок фільтра, {\displaystyle x(n)} — вхідний сигнал, {\displaystyle y(n)} — вихідний сигнал, а {\displaystyle b_{i}} — коефіцієнти фільтра. Іншими словами, значення будь-якого відліку вихідного сигналу визначається сумою масштабованих значень {\displaystyle P} попередніх відліків. Можна сказати інакше: значення виходу фільтра в будь-який момент часу є значення відгуку на миттєве значення входу і сума всіх поступово затухаючих відгуків {\displaystyle P} попередніх відліків сигналу, які все ще чинять вплив на вихід (після {\displaystyle P}-відліків імпульсна перехідна функція стає рівною нулю, як уже було сказано, тому всі члени після {\displaystyle P}-го теж стануть рівними нулю). Запишемо попереднє рівняння в більш місткому вигляді:
{\displaystyle y\left(n\right)=\sum _{i=0}^{P}b_{i}x\left(n-i\right)}
Для того, щоб знайти  ядро фільтра покладемо
{\displaystyle x(n)=\delta (n)}
де {\displaystyle \delta (n)} — дельта-функція. Тоді імпульсна характеристика FIR-фільтра може бути записана як:
{\displaystyle h\left(n\right)=\sum _{i=0}^{P}b_{i}\delta \left(n-i\right)}
Z-перетворення імпульсної характеристики дає нам передавальну функцію FIR-фільтра:
{\displaystyle H\left(z\right)=\sum _{i=0}^{P}b_{i}z^{-i}}

## Властивості
FIR-фільтр має ряд корисних властивостей, через які він іноді кращий у використанні, ніж IIR-фільтр. Ось деякі з них:
- FIR-фільтри стійкі
- FIR-фільтри при реалізації не вимагають наявності зворотного зв'язку
- Фаза FIR-фільтрів може бути зроблена лінійною